# Isuwa
Išuwa was in de Oudheid de benaming voor een landstreek in oostelijk Anatolië.
Het was gelegen aan de bovenloop van de Eufraat, ten oosten van de huidige Turkse stad Elaziğ. Later zou de streek als Sophene bekendstaan.
Lange tijd was dit gebied een belangrijke twistappel; eerst tussen Mitanni en de Hettieten, later na de val van Mitanni werd dat het Assyrische Rijk.
Het gebied was van belang omdat er een kopermijn was in Arganı Maden, maar ook omdat het een kruispunt van wegen was dat Anatolië in het westen met Iran in het oosten de Kaukasus in het noorden en Mesopotamië in het zuiden verbond. Dit was zowel een strategisch belang als een handelsbelang.
Soms had Isuwa een eigen (vazal)koning en zijn hun namen bekend. Tijdens Tudhaliya IV bijvoorbeeld weten we van de Akkadische brief IBoT I 34 (CTH 179.1) dat Halpaziti nog steeds koning van Halap (Aleppo) was terwijl Ehlišarruma als koning van Išuwa Arišarruma opgevolgd was.
Na een zege in het westen en het terugdrijven van de Kaskiërs richtte Tudhaliya I zijn aandacht op Isuwa. Opnieuw, want eerder had hij er al een opstand neergeslagen en het Hettitische gezag hersteld. Een aantal rebellen uit Isuwa was naar Mitanni gevlucht en Tudhaliya eiste hun uitlevering. Mitanni had dat geweigerd en Hurritische troepen hadden Isuwa geplunderd. Opnieuw herstelde de koning er zijn gezag. Maar zijn veldtocht zou niet to blijvend resultaat leiden.
Onder Suppiluliuma I was Isuwa in een periode van zwakte van het Hettitische Rijk weer een bondgenoot van Mitanni geworden, en onder Tudhaliya III had het Hatti aangevallen. Het had uiteindelijk zelfs Tegarama onder de voet gelopen Suppiluliuma besloot op te trekken tegen Isuwa, wat hem in direct conflict met Mitanni bracht. Daar zat Suttarna II op de troon. Hij was waarschijnlijk degene die Isuwa weer onder invloed van Mitanni gebracht en aangezet had tot de aanval op de Hettieten. Bij de dood van Suttarna ontstond er echter onenigheid in Mitanni. Uiteindelijk kwam Tushratta op de troon. De Hettieten trachtten de zwakte van het hof in Hanigalbat uit te buiten, maar de aanval op Isuwa werd aanvankelijk afgeslagen. Suppiluliuma ging daarop in de diplomatieke aanval. Hij steunde de troonpretendent Artatama tegen Tushratta en ging een overeenkomst aan met het Egyptische hof in Amarna, mogelijk met Enchnaton's opvolger Smenchkare. In de oorlog met Mitanni die volgde slaagde Suppiluliuma er wel in Isuwa te veroveren tot op de grens met het koninkrijk Alse en zelfs de hoofdstad van Mitanni zelf viel.